# Iglesia de Nuestra Señora de Fátima (Bangui)
La Iglesia de Nuestra Señora de Fátima o Iglesia de Fátima (en francés:  l'église Notre-Dame de Fatima) es el nombre que recibe un edificio religioso que pertenece a la Iglesia católica, que se encuentra en Bangui, la capital de la República Centroafricana. Está situado en el barrio conocido como KM5 que está a 5 km del centro de la ciudad y es uno de los sectores más conocidos de Bangui.
El 28 de mayo de 2014 sufrió un atentado en el que murieron 17 personas y al menos 27 resultaron desaparecidas. El ataque fue el peor desde que el grupo islámico Seleka (o Séléka) fue desplazado del poder en enero de 2014. El 10 de septiembre de 2015 sufrió un nuevo ataque con granadas a unos 800 metros de donde se localiza el edificio.